# Loi de Weibull
En théorie des probabilités, la loi de Weibull, nommée d'après Waloddi Weibull en 1951, est une loi de probabilité continue.
La loi de Weibull est un cas spécial de loi d'extremum généralisée au même titre que la loi de Gumbel ou la loi de Fréchet.

## Fonctions caractéristiques
Avec deux paramètres (pour x > 0), la densité de probabilité est :
{\displaystyle f(x;k,\lambda )={\frac {k}{\lambda }}\left({\frac {x}{\lambda }}\right)^{k-1}\operatorname {e} ^{-(x/\lambda )^{k}}\,}
où 
- k > 0 est le paramètre de forme et
- λ > 0 le paramètre d'échelle de la distribution.

Sa fonction de survie est définie par
{\displaystyle \mathrm {S} (x;k,\lambda )=\operatorname {e} ^{-(x/\lambda )^{k}},}
et sa fonction de répartition complémentaire de défaillance est définie par
{\displaystyle F(x;k,\lambda )=1-\operatorname {e} ^{-(x/\lambda )^{k}}.}
Avec trois paramètres (loi généralisée, domaine x>θ), sa densité de probabilité est :
{\displaystyle f(x;k,\lambda ,\theta )={\frac {k}{\lambda }}\left({\frac {x-\theta }{\lambda }}\right)^{k-1}\operatorname {e} ^{-\left({\frac {x-\theta }{\lambda }}\right)^{k}}\,}  pour x ≥ θ et f(x ; k, λ, θ) = 0 pour x < θ,
où k > 0 est le paramètre de forme, λ > 0 est le paramètre d'échelle et θ est le paramètre de position de la distribution.
Sa fonction de répartition est définie par :
{\displaystyle F(x;k,\lambda ,\theta )=1-\operatorname {e} ^{-\left({\frac {x-\theta }{\lambda }}\right)^{k}}1\!\!1_{x\geq \theta }}
Le coefficient d'asymétrie est donné par :
{\displaystyle \gamma _{1}={\frac {\lambda ^{3}\Gamma (1+{\frac {3}{k}})-3\mu \sigma ^{2}-\mu ^{3}}{\sigma ^{3}}}}
Le kurtosis non normalisé est donné par :
{\displaystyle \beta _{2}={\frac {\lambda ^{4}\Gamma (1+{\frac {4}{k}})-4\mu \sigma ^{3}\gamma _{1}-6\mu ^{2}\sigma ^{2}-\mu ^{4}}{\sigma ^{4}}}}
Le taux de panne h est donné par :
{\displaystyle h(x;k,\lambda ,\theta )={\frac {k}{\lambda }}\left({\frac {x-\theta }{\lambda }}\right)^{k-1}.}
La loi d'extremum généralisée de type III est un retournement de la loi de Weibull. Son domaine est x ≤ θ . Sa fonction de répartition est définie par :
{\displaystyle F(x;k,\lambda ,\theta )=\operatorname {e} ^{-\left({\frac {\theta -x}{\lambda }}\right)^{k}}.}

## Utilisation pratique

### Liens avec d'autres lois
Si {\displaystyle X\sim {\textrm {Weibull}}(k=\alpha ,\lambda =s,\theta =m)}, alors {\displaystyle {\tfrac {m^{2}}{X}}\sim {\textrm {Frechet}}(\alpha ,s,m)}.
Si {\displaystyle X\sim {\textrm {Weibull}}}, alors {\displaystyle \log(X)\sim {\textrm {Gumbel}}}.
Si {\displaystyle X^{k}\sim {\textrm {Exp}}(\lambda )}, alors {\displaystyle X\sim {\textrm {Weibull}}(k,\lambda )}

### Généralités
L'expression loi de Weibull recouvre en fait toute une famille de lois, certaines d'entre elles apparaissant en physique comme conséquence de certaines hypothèses. C'est, en particulier, le cas de la loi exponentielle (k = 1) et de la loi de Rayleigh (k = 2) importantes en matière de processus stochastique.
Ces lois constituent surtout des approximations particulièrement utiles dans des techniques diverses alors qu'il serait très difficile et sans grand intérêt de justifier une forme particulière de loi. De ce point de vue elles sont analogues à la loi normale qui remplace efficacement des distributions (presque) symétriques. Une distribution à valeurs positives (ou, plus généralement mais moins fréquemment, à valeurs supérieures à une valeur donnée) a presque toujours la même allure. Elle part d'une fréquence d'apparition nulle, croît jusqu'à un maximum et décroît plus lentement. Il est alors possible de trouver dans la famille de Weibull une loi qui ne s'éloigne pas trop des données disponibles en calculant k et λ à partir de la moyenne et la variance observées.

### Analyse de défaillances

#### Détermination des paramètres de la loi

Papier Weibull vierge.

La distribution de Weibull est souvent utilisée dans le domaine de l'analyse de la durée de vie, grâce à sa flexibilité : comme dit précédemment, elle permet de représenter au moins approximativement une infinité de lois de probabilité.
Le paramètre x est ici le temps, noté t. Dans ce domaine, on note souvent
- α le paramètre d'échelle (noté ici λ) ;
- β le paramètre de forme (noté ici k) ;
- γ le paramètre de position (noté ici θ) ;
- on définit parfois le paramètre d'échelle « vrai » η = αβ = λk ; parfois, on utilise η pour noter le paramètre d'échelle « classique » (η = α = λ).

On définit la fiabilité
{\displaystyle R(t)=1-F(t)=\operatorname {e} ^{-\left({\frac {t-\theta }{\lambda }}\right)^{k}}=\operatorname {e} ^{-{\frac {(t-\theta )^{k}}{\eta }}}}
On voit que l'on peut linéariser la loi en utilisant des logarithmes :
{\displaystyle \ln(-\ln R(t))=k(\ln(t-\theta )-\ln \lambda )=k\ln(t-\theta )-\ln \eta } ;
si le facteur de position est nul (θ = 0), on a alors
{\displaystyle \ln(-\ln R(t))=k(\ln t-\ln \lambda )=k\ln t-k\ln \lambda }
on voit donc que moyennant un changement de variable
{\displaystyle x=\ln t\,,\,y=\ln(-\ln(1-F));}
on a une loi affine
{\displaystyle y=k(x-\ln(\lambda ))}
On peut donc déterminer graphiquement les paramètres de la loi de Weibull :
1. On collecte les données : durée de vie t d'un appareil.
2. On détermine les probabilités cumulées F(t).
3. On place les points F(t) sur un diagramme « loglog/log », appelé « papier Weibull » ou « papier Allen Plait ».
4. Si l'on peut faire passer une droite par régression, alors θ = 0 ; on peut déterminer λ à partir de l'ordonnée à l'origine, et k à partir de la pente.

Pour être plus précis : lorsque t = λ, on a
{\displaystyle F=1-\mathrm {e} ^{-1}\approx 0,632,\,R(\lambda )=\mathrm {e} ^{-1}\quad \Longrightarrow \ln(-\ln R(\lambda ))=\ln(1)=0.}
Le paramètre d'échelle λ est donc l'abscisse t à laquelle la droite de régression coupe la droite horizontale F = 0,632 (axe y = 0 du diagramme loglog/log).
Concernant l'échelle de la pente, on peut prendre deux points remarquables pour une pente de k = 1. Par exemple, en choisissant arbitrairement λ = 1, la droite passe par les points (1 ; 0,9) et (2 ; 0,99). On peut ainsi construire une échelle des pentes.
Le cas où θ est non nul est un peu plus délicat. Les outils informatiques permettent d'ajuster la loi à trois paramètres (c'est un cas de régression non linéaire), mais il faut se poser la pertinence de ce modèle :
- si θ > 0, cela signifie que l'on a un intervalle de temps sans aucune défaillance ; graphiquement, la courbe sur un papier Weibull est convexe (arrondi vers le bas) ;
- si θ < 0, cela signifie que l'on a des défaillances avant mise en service ; graphiquement, la courbe sur un papier Weibull est concave (arrondi vers le haut).

Il faut avoir au moins une vingtaine de points pour pouvoir estimer que la courbe n'est pas linéaire, voire plus si θ est proche de zéro.
Si l'on veut faire une détermination purement graphique des paramètres, il faut « décaler l'axe des temps » — qui est, rappelons-le, logarithmique — jusqu'à obtenir une droite.

#### Exploitation des données

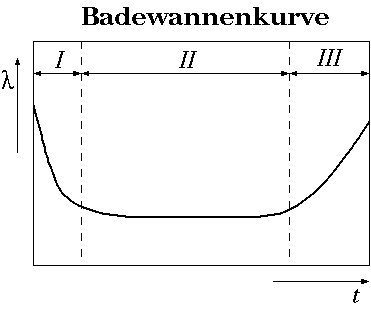
Courbe en baignoire

La compréhension du taux de panne peut fournir une indication au sujet de la cause des pannes, et donc de mettre en place des actions correctives. Les fabricants et distributeurs ont tout intérêt à bien maitriser ces informations par type de produits afin d'adapter :
- les durées de garantie (gratuites ou payantes) ;
- la planification de la maintenance (entretien, voir MTBF).

Il faut distinguer la défaillance d'un système complet et la défaillance d'un composant. Pour un composant, le paramètre de forme k peut indiquer la nature de la défaillance, et l'analyse du taux de panne est une aide précieuse dans la maîtrise des procédés de fabrication et de mise en œuvre. Le paramètre d'échelle λ va indiquer quand la panne a le plus de probabilité de se produire.
Pour un système complet, le paramètre de forme k n'a pas de sens physique. Seul le paramètre λ peut nous donner une information pour la maintenance.
Si le taux de panne diminue au cours du temps alors, k < 1. Un taux de panne décroissant relève d'une « mortalité infantile » (« défaillances de jeunesse »). Ainsi, les éléments défectueux tombent en panne rapidement, et le taux de panne diminue au cours du temps, quand les éléments fragiles sortent de la population.
Si le taux de panne est constant dans le temps alors, k = 1. Un taux de panne constant suggère que les pannes sont liées à une cause stationnaire.
Si le taux de panne augmente avec le temps alors, k > 1. Un taux de panne croissant suggère une « usure ou un problème de fiabilité » : les éléments ont de plus en plus de chances de tomber en panne quand le temps passe.
Dans un certain nombre de cas, et notamment en électronique, la courbe de taux de panne est en « forme de baignoire » — selon le système, baignoire sabot ou piscine. Cela indique que l'on a dans un premier temps des défaillances rapides dues à des défauts de fabrication. Puis, on a une période stable, et enfin une usure.
Si l'on veut éviter des pannes de jeunesse en service, on peut mettre les composants en fonctionnement sur des bancs, afin de repérer les composants défaillants et de ne livrer que des composants exempts de défauts de jeunesse. Le passage au banc éventuellement dans des conditions de vieillissement accéléré pour réduire la durée avant mise en service. Il faut toutefois faire attention à ne pas provoquer non plus d'usure prématurée, donc de se placer au début de la partie plate de la courbe.
Dans le cas de systèmes mécaniques, c'est l'usure et la corrosion qui prédominent, on a en général une courbe toujours croissante (k > 1).

### Application pour les aéro-générateurs (éoliennes)
La distribution de Weibull est utilisée pour estimer le potentiel éolien d'un site.
Elle modélise la probabilité qu'un vent souffle à telle vitesse sur ce site.

### Application en science des matériaux
Parmi les différents modèles permettant de décrire la variation statistique de la contrainte à la rupture d'un matériau, la distribution de Weibull est la plus couramment utilisée. Le paramètre de forme k est appelé couramment le module de Weibull et permet de donner une idée de la dispersion sur la taille des défauts dans le matériau. Plus il est faible, et plus cette dispersion est importante (e.g.: k proche de 10,  pour une céramique industrielle avec une répartition homogène de défauts de même taille). Enfin, la constante λ représente la contrainte de rupture moyenne de l’échantillon de volume.